# A15-ös autópálya (Németország)
Az A15-ös autópálya (németül: Bundesautobahn 15) egy autópálya Németországban. Hossza 64 km.